# Blennidus thoracatus
Espèce
Blennidus thoracatus est une espèce de carabes de la sous-famille des Pterostichinae. 

## Systématique
L'espèce Blennidus thoracatus a été décrite en 2005 par Pierre Moret (d).